# Argenteuil
Argenteuil (pronuncia: /aʁʒɑ̃ˈtœj/) è un comune francese di 107 135 abitanti (al 1º gennaio 2022), situato nel dipartimento della Val-d'Oise nella regione dell'Île-de-France.
È il comune più popoloso del dipartimento e il quinto più popolato della regione dopo Parigi, Boulogne-Billancourt, Saint Denis e Montreuil-sur-Epte. Le località più vicine sono Cormeilles-en-Parisis, Sartrouville, Bezons, Sannois, Épinay-sur-Seine.
È famoso per il soggiorno di Eloisa nel Medioevo e per il pellegrinaggio della Tunica di Argenteuil (una tunica che si sostiene essere la Sacra Tunica di Cristo). Fu anche un focolaio dell'Impressionismo: Claude Monet vi soggiornò e dipinse alcune delle sue opere; Georges Braque nacque qui poco dopo, nel 1882.
Inizialmente zona prevalentemente agricola e vitivinicola, Argenteuil ha subito una forte industrializzazione alla fine del XIX secolo, prima di diventare il quinto comune più popoloso dell'Île-de-France e il più popoloso del dipartimento della Val-d'Oise.

## Geografia fisica
Argenteuil sorge sulle rive destra della Senna, a 18 km a nord-ovest di Parigi. Confina a nord con Cormeilles-en-Parisis, a nord-est con Sannois e Saint-Gratien, ad est con Épinay-sur-Seine, a sud con Gennevilliers e Colombes, ad ovest con Sartrouville e a nord-ovest con Bezons.

## Storia
Questo comune di origine molto antica è celebre per il soggiorno di Eloisa nel Medioevo e il pellegrinaggio della Tunica di Argenteuil (tunica rivendicata come la Sacra Tunica del Cristo).
 È parimenti un luogo importante dell'impressionismo: Claude Monet vi soggiornò e vi dipinse una parte delle sue opere, così come Alfred Sisley; Georges Braque vi nacque poco dopo, nel 1882.
A vocazione essenzialmente agricola e viticola, Argenteuil ha conosciuto un'importante industrializzazione alla fine del XIX secolo, prima di divenire il quarto comune dell'Île-de-France per popolazione e il più popolato del dipartimento della Val-d'Oise.

## Monumenti e luoghi d'interesse
- Basilica di San Dionigi

## Società

### Evoluzione demografica
Abitanti censiti

## Cultura

### Argenteuil nella pittura

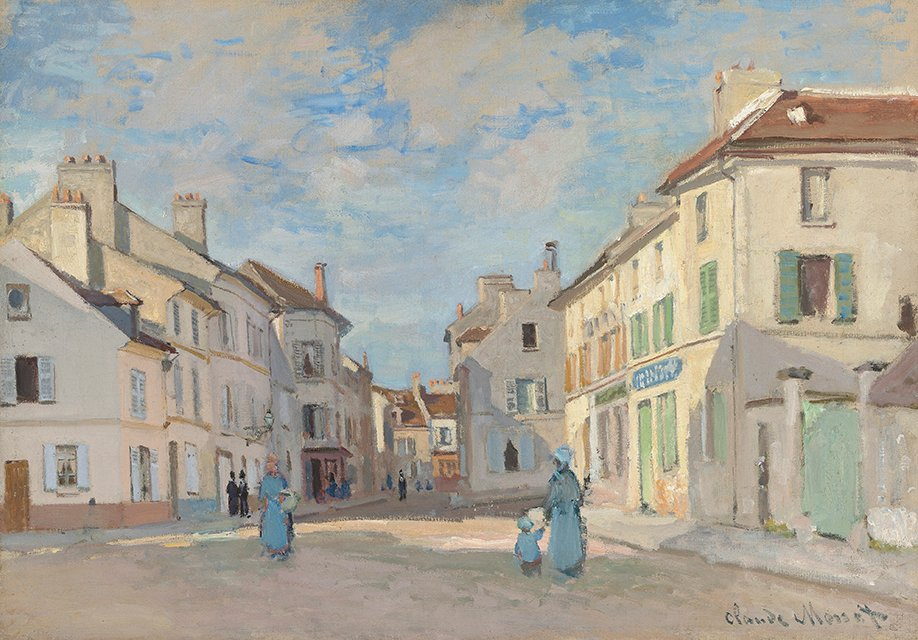
Claude Monet Rue de la Chaussée, Argenteuil. Prima della riabilitazione.
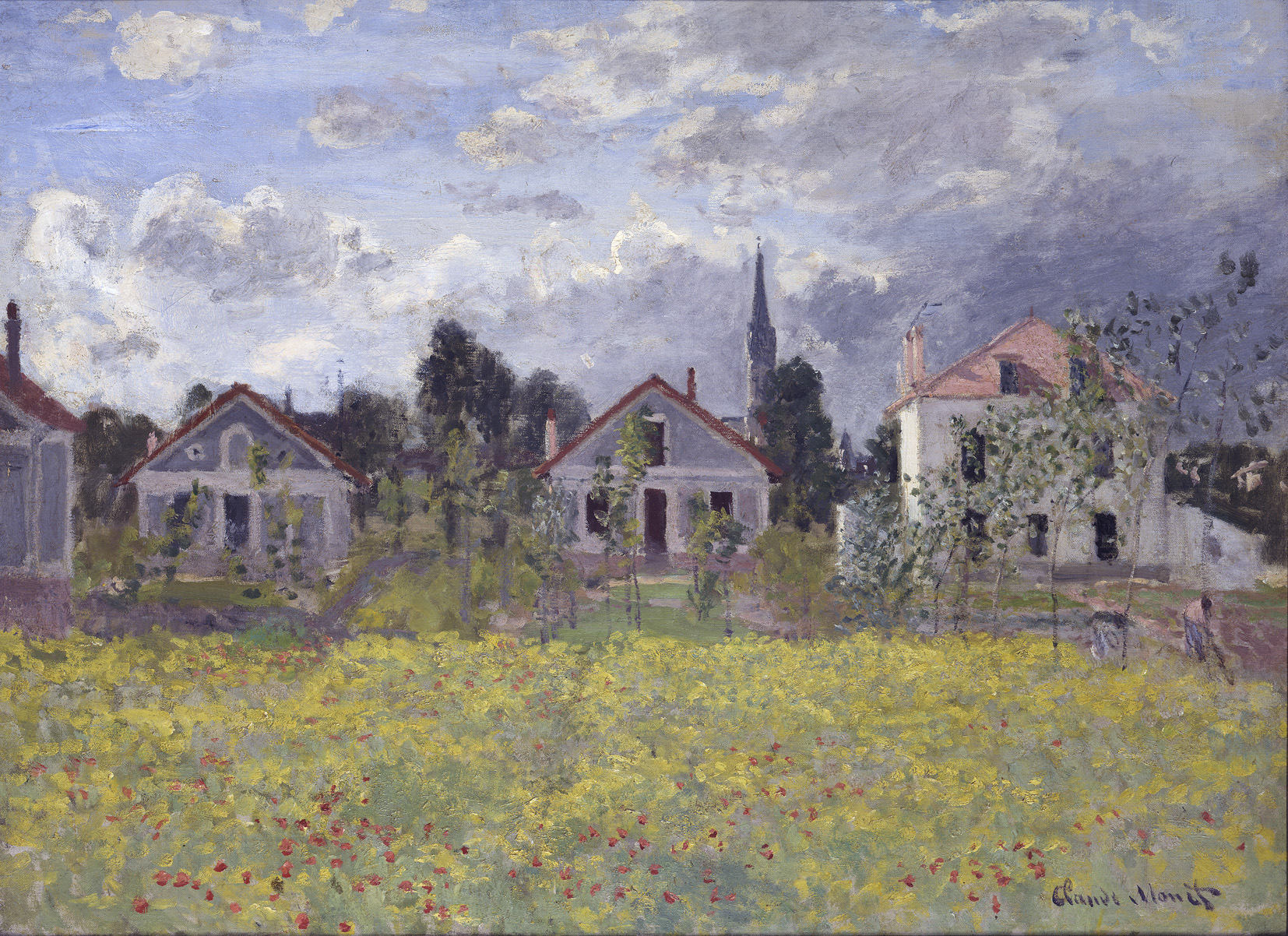
Case ad Argenteuil Claude Monet.
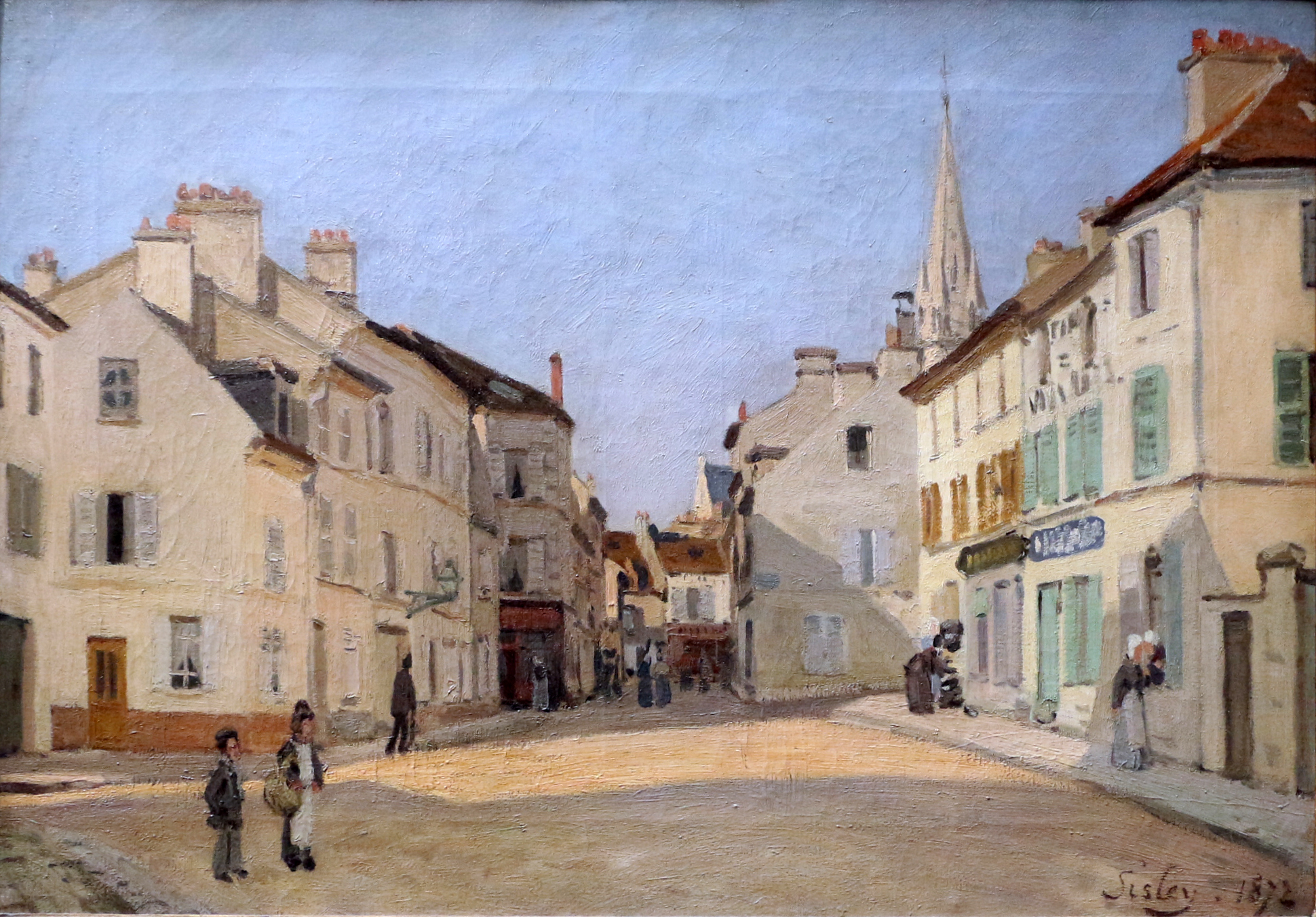
Alfred Sisley Rue de la Chaussée à Argenteuil, 1872, Museo d'Orsay.
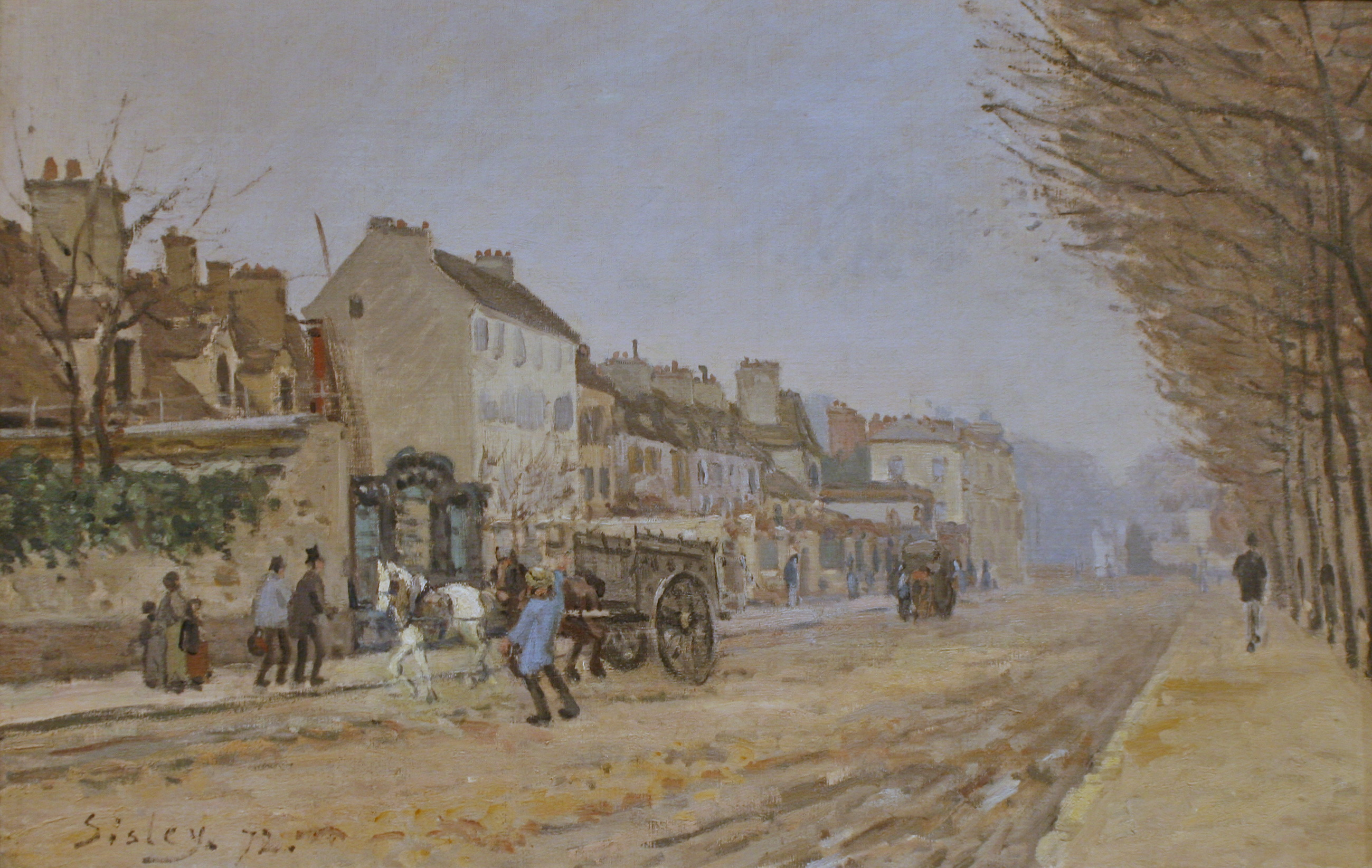
Boulevard Héloïse, Argenteuil di Alfred Sisley (1872), National Gallery of Art, Washington.
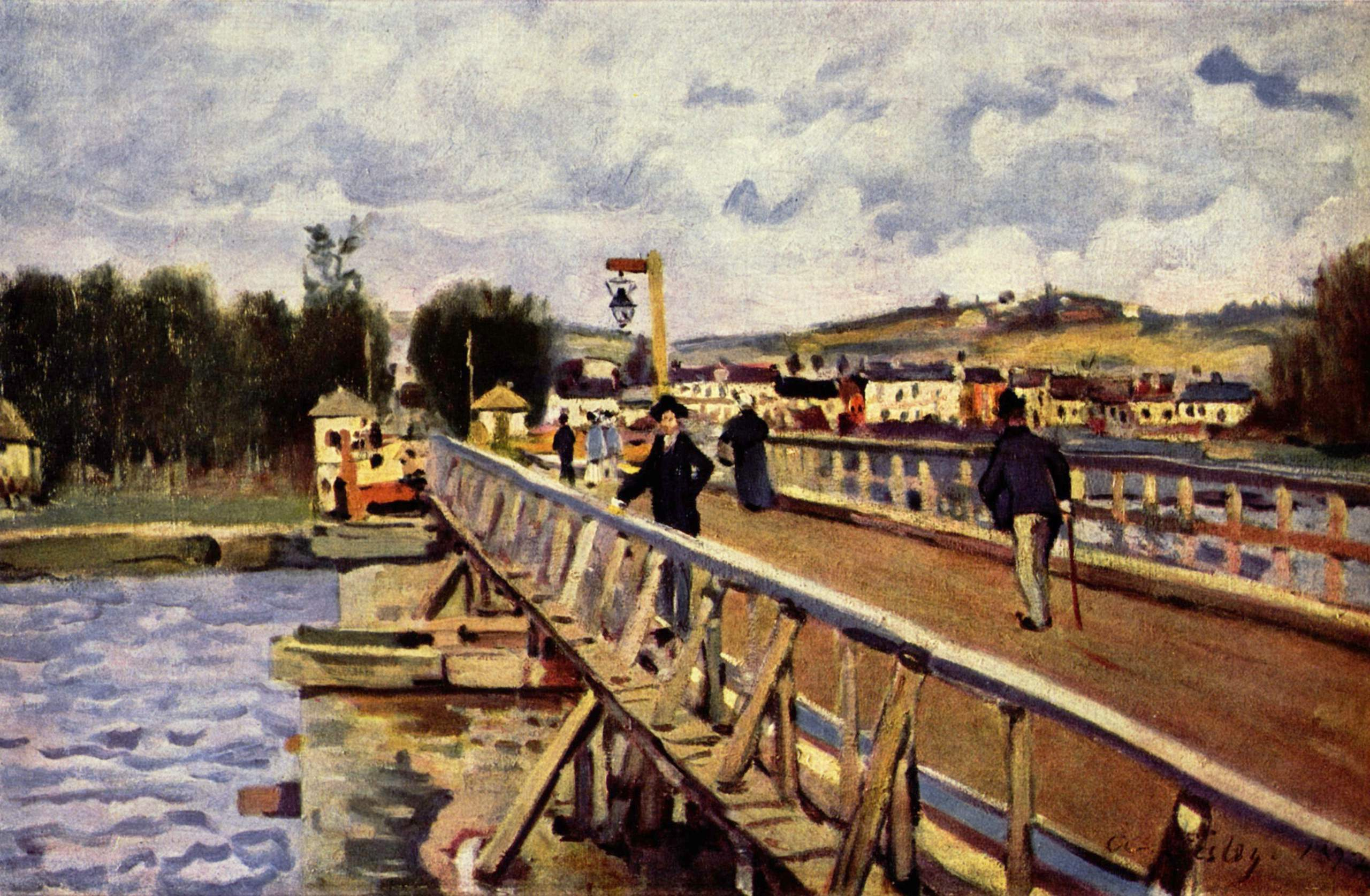
Passerelle d'Argenteuil Alfred Sisley, 1872 - Museo d'Orsay.
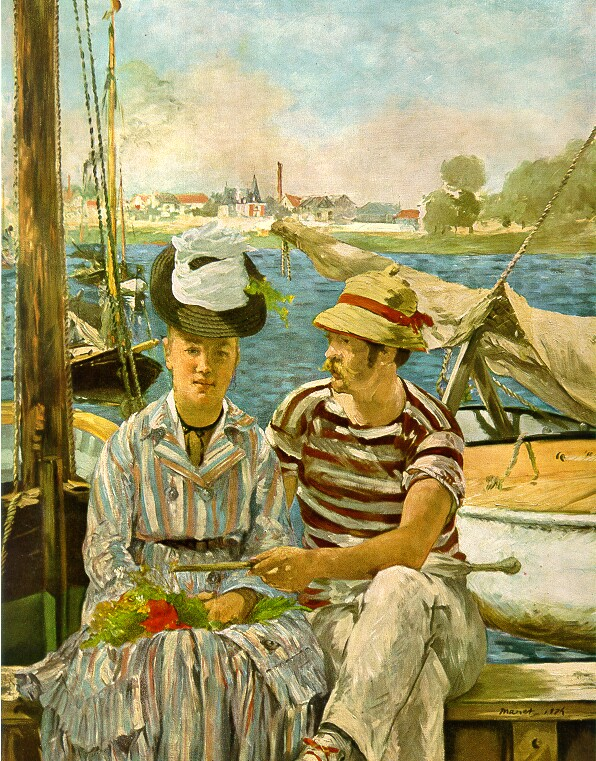
Argenteuil Édouard Manet, 1875 - Museo di Belle Arti di Tournai, Belgio.
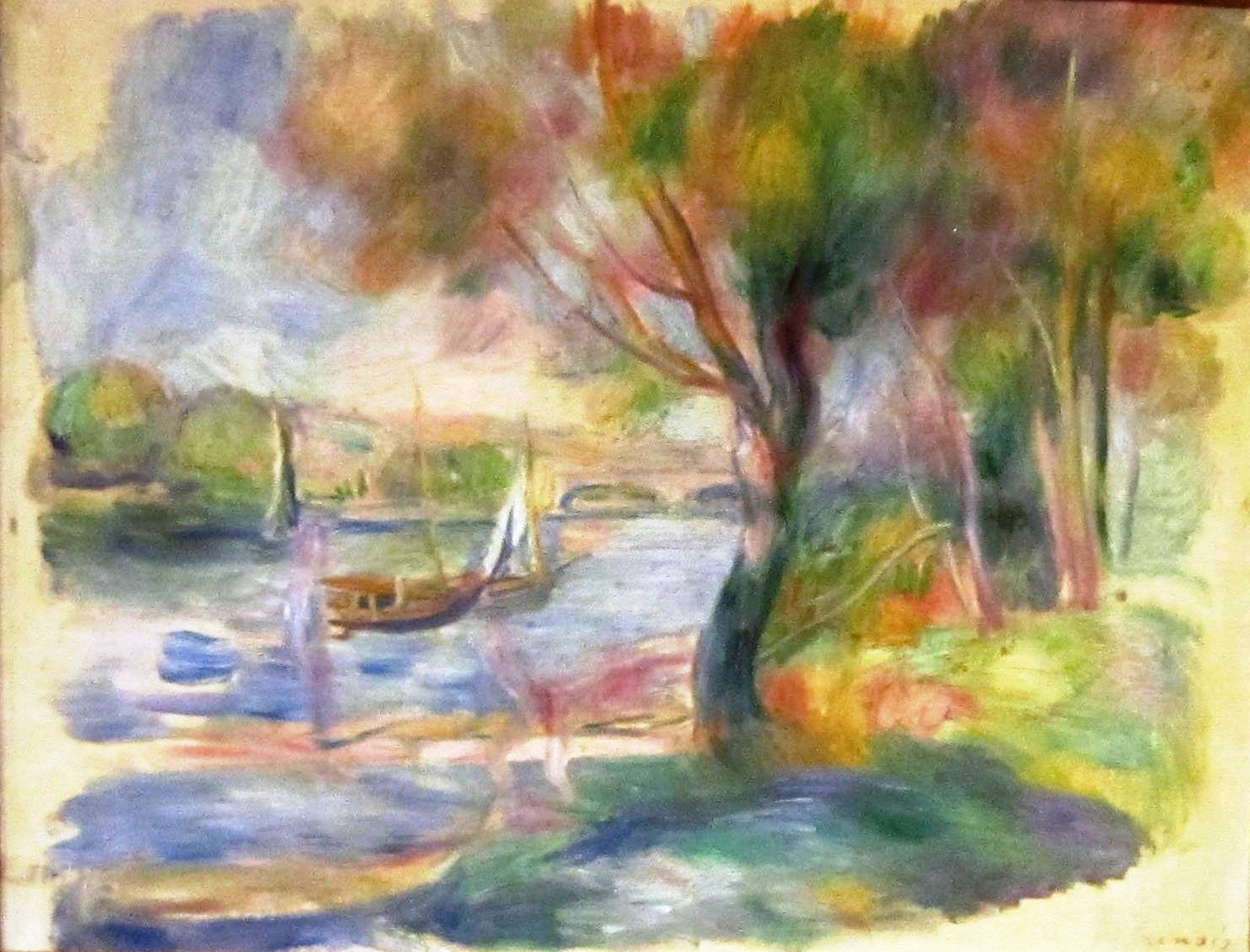
La Senna ad Argenteuil Auguste Renoir.
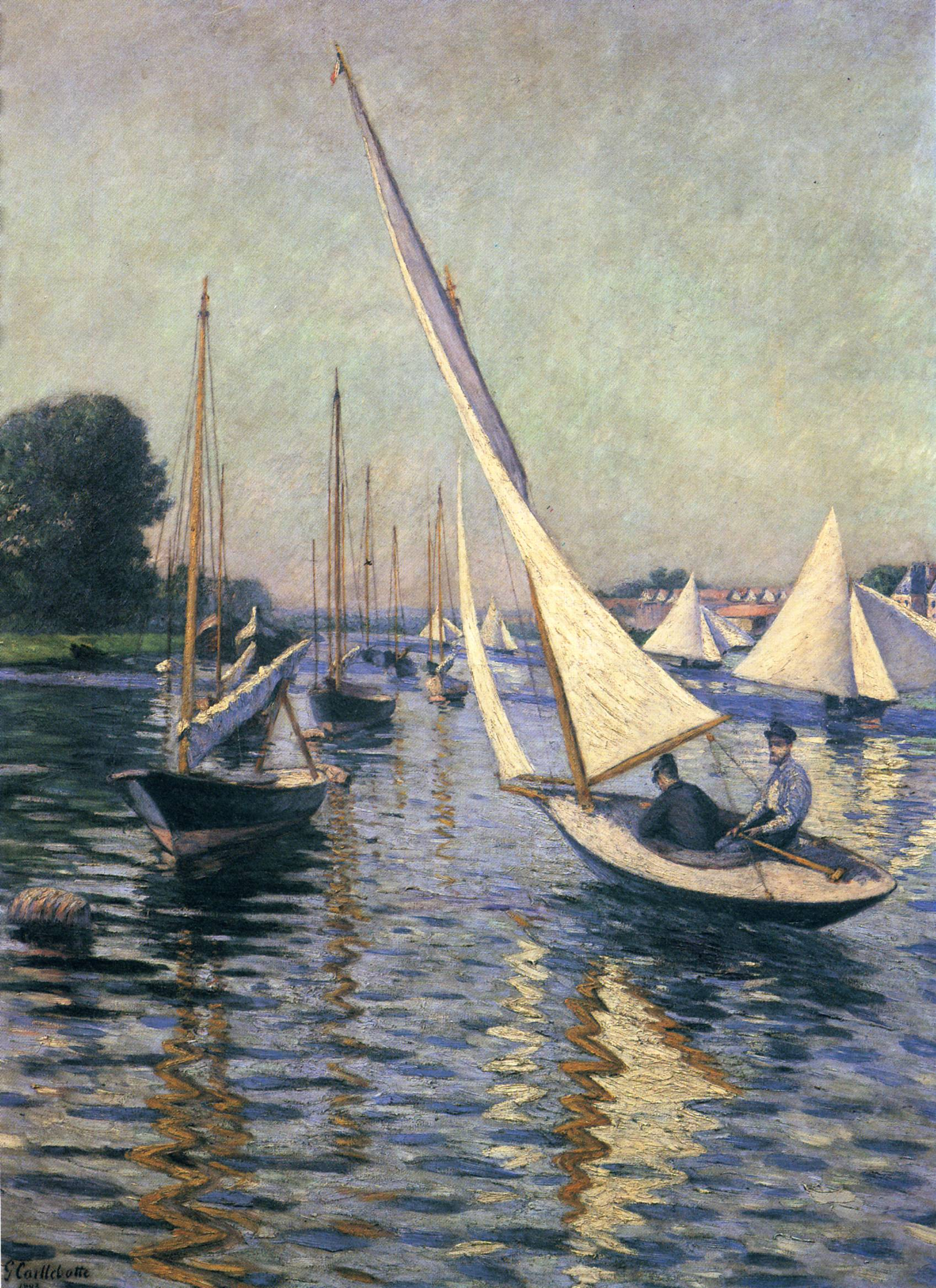
Gustave Caillebotte: Regate ad Argenteuil.

### Argenteuil e la letteratura
- Guy de Maupassant ha regolarmente frequentato la città e la Senna e vi ha ambientato qualche novella fra le quali La Maison Tellier, La Reine Hortense (nella raccolta Chiaro di luna) o Mouche. Argenteuil è anche citata in Bel-Ami[2].
- Lo scrittore Pierre Gamarra, che vi è vissuto dagli anni 1950 alla morte, ha consacrato alla città una canzone, la Valse d'Argenteuil, su una musica di Rudolf Schmidt.

## Infrastrutture e trasporti

### Strade
Le principali vie d'accesso alla città sono le autostrade A15 e A86.

### Ferrovie
Argenteuil è servita dalle stazioni Argenteuil e Val d'Argenteuil della linea J del Transilien.

## Amministrazione

### Gemellaggi
- Clydebank[3]
- Alessandria